# 天津地铁6号线
天津地铁6号线是天津地铁的运营线路之一。线路北起东丽区南孙庄站，南至河西区与津南区交界的渌水道站，大致呈"C"字型南北走向，作为左半环与天津地铁5号线共同组成市区环状线，代表色是■粉紫色。
天津地铁6号线一期首开段长虹公园站至南翠屏站于2016年8月6日开通运营，一期北段南孙庄站至南翠屏站于2016年12月31日开通运营。2018年4月26日，一期全线南孙庄站至梅林路站开通运营，北运河站因上盖建筑施工原因暂缓开通。2021年12月28日，二期梅林路站至渌水道站开通运营。

## 概要
6号线是天津市快速轨道交通网中的南北线，线路连接了东丽区、河北区、红桥区、南开区、河西区、西青区和津南区七个行政区。线路北起大毕庄车辆段，自大毕庄车辆段引出，过西碱河京津塘高速公路、外环线后沿金钟河大街进入市区，过中环线后至中山北路，沿中山北路路侧下穿东纵隧道及京津城际至天津北站，过北站后转向南口路、天泰路，下穿子牙河后到达北营门西马路，沿北营门西马路到达天津西站，过西站后沿西青道前行，然后转向红旗（南）路路中敷设至快速路宾水西道立交后转向宾水西道，沿宾水西道、宾水道与地铁5号线并行同台换乘，后沿乐园道过天津四中后转至尖山路，线路下穿黑牛城道、穿过陈塘庄货场和复兴河后，沿着五号堤路前行，然后采用S弯绕过老干部活动中心和津典时代后沿着友谊南路向南敷设至梅江会展中心。之后线位折向东，穿过梅江小区和新梅江后，线路沿渌水道前行至微山路到达南端终点站渌水道站。未来线路将沿渌水道前行至鄱阳路后折入鄱阳路向南，下穿外环线、外环河后沿鄱阳南路前行至睿思道交口到达南马集站，并设南马集停车场。
线路正线全长46.5公里，其中地上线约1.6公里，地下线44.9公里，全线共设车站42座，其中地下站41座，高架站1座，停车场、车辆段各1处，主变电所1处。已经开通的一期工程全长42.57公里，全线设车站39座，除南孙庄站为高架站外，均为地下车站，设大毕庄车辆段与尖山路停车场。调整段全长3.93公里，设地下站3座，并新建南马集停车场以取代临时的尖山路停车场，截止2018年12月，调整段工程正处于环境评价阶段。

## 历史

### 规划
在2001年2月北京市城建设计研究院编制的天津市快速轨道交通线网规划中，地铁6号线北段走向与现在大致相同，北起大毕庄车辆段，过京津公路后设复印机厂站，与5号线在建昌道站设换乘，经北站后沿新开河南岸八马路敷设，穿过海河后至西站，沿红旗路向南至宾水道，转向东后设动物园站，沿凌宾路向南至终点体育馆站，并设李七庄停车场，线路与5号线仅在北端相交换乘。
2009年12月，国家发改委批准天津市地铁5、6号线工程可行性研究报告。报告中6号线自大毕庄站起，止于李七庄站，线路全长约32.7公里，共设车站26座，线路北端由最初设计修改为延伸至新外环东路，与5号线在金钟河大街站设换乘，南端亦有所延长，同期5号线南端延长至动物园站与6号线换乘，共同组成市区环线。
随着天津市政府搬迁以及文化中心地区规划发展，5、6号线南端进行了多次规划调整。2012年6月，国家发展改革委批准了天津市地铁5、6号线调整及6号线延伸线工程可行性研究报告，调整并延伸后的6号线北段北站与西站间改线至新开河北岸，不再经过八马路，南段经宾水道后不再折向李七庄方向，而沿宾水道敷设至乐园道，沿尖山路向南至梅江地区，经友谊南路、渌水道、微山路、微山南路，最后经海河教育园区至月牙河，止于津岐路站，线路全长56.1公里，车站47座。
2013年8月天津市政府批复了《天津市轨道交通线网规划（2012-2020 年）》，考虑原地铁6号线由东丽区大毕庄车辆段至津南区咸水沽，线路过长，不利于运营管理及安全，对6号线南段进行拆解优化，将地铁6号线梅林路站至津南区咸水沽段落调整为8号线一部分。同时为满足6号线日常运营的需求，在外环线外侧津南区双港工业园附近为规划设置一处停车场，6号线规划基本稳定，南孙庄站至梅林路站作为一期工程先行建设。

### 建造及运营
- 2012年7月16日，地铁6号线北站站开工。

- 2013年1月23日，天津地铁6号线第11标段项目西站全面复工[6]。4月17日，肿瘤医院站開工。5月1日，天津地铁5号线和6号线的54座车站全面开工[7]。

- 2016年8月6日，天津地铁6号线一期首通段长虹公园站至南翠屏站开通运营[8]。

- 2016年12月31日，天津地铁6号线一期人民医院站至南孙庄站开通运营，北运河站因车站上盖施工原因暂缓开通[9]。

- 2018年4月26日，天津地铁6号线一期全线开通试运营。

6号线原计划采用A型车，但由于西站轨行区间预留宽度原因，最终采取长度相仿的7节B型车运营，全线站台土建时均7节编组进行设计，但目前全部使用6节编组列车运营，远期才会扩编至7节编组。
天津地铁6号线曾有计划自梅林路站延长至海河教育园区，但目前该段规划已经改为天津地铁8号线并已经开通运营，为了弥补该更改所导致的6号线南部仅有尖山路停车场且该停车场过小的状况，6号线会自梅林路站继续延伸至外环路以外并新建停车场。
- 2022年1月29日，因河北区疫情影响，民权门站临时关闭。
- 2022年1月30日，因河北区疫情影响，一中心医院站临时关闭。
- 2022年1月31日，因河北区疫情影响，北宁公园站临时关闭。
- 2022年2月9日，北宁公园站恢复运营。
- 2022年2月14日，一中心医院站恢复运营。
- 2022年2月17日，民权门站恢复运营。
- 2022年5月17日，因东丽区疫情影响，自当日20:30起南孙庄站、南何庄站、大毕庄站、金钟街站和徐庄子站暂停运营，此前留出约2小时缓冲时间只出不进，列车运行区间调整为金钟河大街-渌水道
- 2022年5月19日，因北辰区疫情影响，天泰路站、外院附中站暂停运营，列车通过不停车
- 2022年5月19日，因河北区疫情影响，金钟河大街站、民权门站、北宁公园站、新开河站暂停运营，列车运行区间调整为北竹林-渌水道
- 2022年5月29日，南孙庄站、南何庄站、大毕庄站、金钟街站、徐庄子站恢复运营
- 2022年5月30日，金钟河大街站、民权门站、北宁公园站、北站、新开河站、外院附中站、天泰路站恢复运营
- 2022年7月30日，因疫情影响，洞庭路站、解放南路站、梅林路站、文化中心站、肿瘤医院站、乐园道站、梅江会展中心站暂停运营
- 2022年8月10日，梅林路站、洞庭路站、解放南路站、梅江会展中心站、乐园道站、文化中心站、肿瘤医院站恢复运营
- 2022年9月24日，因疫情影响，文化中心站、乐园道站、尖山路站暂停运营。
- 2022年10月1日，文化中心站、乐园道站、尖山路站恢复运营。
- 2022年10月15日，因疫情影响，金钟河大街站、民权门站暂停运营。
- 2022年10月18日，金钟河大街站、民权门站恢复运营。
- 2022年10月21日，因疫情影响，金钟河大街站、民权门站暂停运营。
- 2022年10月24日，金钟河大街站、民权门站恢复运营。

#### 梅林路站-咸水沽西站工程
- 2018年12月26日，天津轨道交通集团在其官网上公示了天津地铁6号线工程（梅林路站-咸水沽西站）项目招标文件[10]，线路自渌水道站到咸水沽西站区间走向为规划中的天津地铁8号线的一部分，并将于远期与8号线贯通运营。[11]
- 2020年
  - 12月4日，梅林路站至渌水道站区间左线盾构始发。
  - 12月26日，梅林路站至渌水道站区间右线盾构始发，这是6号线二期工程最后一条区间隧道。
- 2021年
  - 2月2日，天津地铁6号线二期工程梅林路站至渌水道站区间左线盾构接收[12]。
  - 2月22日，天津地铁6号线二期工程梅林路站至渌水道站区间右线盾构接收。
  - 2月28日，天津地铁6号线二期工程渌水道站至双港站区间左线盾构顺利接收，标志着天津地铁6号线二期工程全线隧道贯通[13]。
  - 7月4日，天津地铁6号线二期工程梅林路站（不含）至渌水道站段热滑完成。
  - 11月24日，天津地铁6号线二期工程竣工验收[14]。
  - 12月28日，天津地铁6号线二期（渌水道站—咸水沽西站）正式开通初期运营[15]。

## 車站
6号线首期共设39个车站，其中北运河站由于上盖建筑正在施工暂缓开通，目前只有38个车站运营，其中地下车站37个，高架车站1个，调整段共3个车站，全为地下车站。

### 换乘站

#### 已投入使用
- 金钟河大街站：换乘5号线，与5号线为站台垂直换乘。
- 北站：换乘3号线。3号线建设时已做预留，为站台垂直换乘。
- 西站：换乘1号线、4号线。1号线站台与站厅位于地下一层，可通过6号线站台东侧楼梯直接换乘至1号线。4号线站台位于地下三层，位于6号线站台西端，可通过站台西侧楼梯换乘4号线。
- 长虹公园站：换乘2号线。2号线建设时已做预留，为站台垂直换乘。
- 红旗南路站：换乘3号线。3号线建设时已做预留，为站台垂直换乘。
- 肿瘤医院站：换乘5号线。本站为地下三层双岛式跨月台转乘车站，地下二层为6号线梅林路方向与5号线北辰科技园北方向跨月台转乘，地下三层为6号线南孙庄方向与5号线李七庄南方向跨月台转乘。
- 天津宾馆站：换乘5号线。本站为地下三层双岛式跨月台转乘车站，地下二层为6号线梅林路方向与5号线李七庄南方向跨月台转乘，地下三层为6号线南孙庄方向与5号线北辰科技园北方向跨月台转乘。
- 文化中心站：换乘5号线、11号线，5、6号线两线站台分离设置，需经过通道换乘，11号线站台位于5、6号线西侧，将与5、6号线实现通道换乘，受Z1线预留结构影响，换乘通道建设进度缓慢，11号线开通初期与5、6号线之间需出站换乘[16]。
- 医大二院站：换乘11号线。6号线建设时未做预留，为站厅通道换乘。
- 左江道站：经友谊南路站出站换乘10号线。两站在10号线开通之日起提供站外换线联程功能。
- 渌水道站：换乘8号线。本站两线同时建成，为站台垂直换乘，也可经过站厅换乘。

#### 将会成为换乘站的车站
- 外院附中站：换乘7号线。6号线建设时未做预留且两站台相距较远，预计为通道换乘。
- 鞍山西道站：换乘8号线。6号线建设时已做预留，为站台垂直换乘。
- 一中心医院站：换乘11号线。6号线建设时未做预留，换乘方式未知。

#### 将会扩建的换乘站
- 金钟河大街站：换乘Z2线。6号线与Z2线为平行双岛结构，可进行双向跨月台转乘。
- 肿瘤医院站：换乘7号线。，7号线建设时预留站厅通道换乘条件，因换乘通道需要占用原PET-CT检查设施用地，进度缓慢，预计7号线开通初期需与5、6号线出站换乘。[17]
- 文化中心站：换乘Z1线。Z1线站台设于天津文化中心其他位置，预计为通道换乘。

### 车站概况
| 站名[1] | 所在地          | 启用日期           | 换乘线路[2]                         | 车站形式         | 开门方向          |
| --- | --------------- | ------------------ | ----------------------------------- | ---------------- | ----------------- |
| 天津地铁6号线 |                 |                    |                                     |                  |                   |
| 南孙庄 | 东丽区          | 2016年12月31日     |                                     | 高架侧式站台     | 右侧              |
| 南何庄 | 东丽区          | 2016年12月31日     |                                     | 地下侧式站台     | 左侧              |
| 大毕庄 | 东丽区          | 2016年12月31日     |                                     | 地下侧式站台     | 左侧              |
| 金钟街 | 东丽区          | 2016年12月31日     |                                     | 地下侧式站台     | 左侧              |
| 徐庄子 | 东丽区          | 2016年12月31日     |                                     | 地下侧式站台     | 左侧              |
| 金钟河大街 | 东丽区 / 河北区 | 2016年12月31日     | █ 5号线 █ Z2线                      | 地下双島式站台   | 左侧              |
| 民权门 | 河北区          | 2016年12月31日     |                                     | 地下岛式站台     | 左侧              |
| 北宁公园 | 河北区          | 2016年12月31日     |                                     | 地下岛式站台     | 左侧              |
| 北站 | 河北区          | 2016年12月31日     | █ 3号线 天津北站                    | 地下岛式站台     | 左侧              |
| 新开河 | 河北区          | 2016年12月31日     |                                     | 地下岛式站台     | 左侧              |
| 外院附中 | 河北区          | 2016年12月31日     | █ 7号线                             | 地下侧式站台     | 右侧              |
| 天泰路 | 河北区          | 2016年12月31日     |                                     | 地下島式站台     | 左侧              |
| 北运河[3] | 河北区          | 建设中(预计2025年) |                                     | 地下島式站台     | 左侧              |
| 北竹林 | 红桥区          | 2016年12月31日     |                                     | 地下島式站台     | 左侧              |
| 西站 | 红桥区          | 2016年12月31日     | █ 1号线 █ 4号线 天津西站            | 地下島式站台     | 左侧              |
| 复兴路 | 红桥区          | 2016年12月31日     |                                     | 地下島式站台     | 左侧              |
| 人民医院 | 红桥区          | 2016年12月31日     |                                     | 地下侧式站台     | 右侧              |
| 长虹公园 | 南开区          | 2016年8月6日       | █ 2号线                             | 地下岛式站台     | 左侧              |
| 宜宾道 | 南开区          | 2016年8月6日       |                                     | 地下岛式站台     | 左侧              |
| 鞍山西道 | 南开区          | 2016年8月6日       | █ 8号线                             | 地下岛式站台     | 左侧              |
| 天拖 | 南开区          | 2016年8月6日       |                                     | 地下岛式站台     | 左侧              |
| 一中心医院 | 南开区          | 2016年8月6日       | █ 11号线                            | 地下岛式站台     | 左侧              |
| 红旗南路 | 南开区          | 2016年8月6日       | █ 3号线                             | 地下岛式站台     | 左侧              |
| 迎风道 | 南开区          | 2016年8月6日       |                                     | 地下岛式站台     | 左侧              |
| 南翠屏 | 南开区          | 2016年8月6日       |                                     | 地下岛式站台     | 左侧              |
| 水上公园东路 | 南开区          | 2018年4月26日      |                                     | 地下侧式站台     | 右侧              |
| 肿瘤医院 | 河西区          | 2018年4月26日      | █ 5号线 █ 7号线                     | 地下岛式疊式站台 | 上行左侧 下行右侧 |
| 天津宾馆 | 河西区          | 2018年4月26日      | █ 5号线                             | 地下岛式疊式站台 | 上行左侧 下行右侧 |
| 文化中心 | 河西区          | 2018年4月26日      | █ 5号线 █ 11号线（出站换乘） █ Z1线 | 地下岛式站台     | 左侧              |
| 乐园道 | 河西区          | 2018年4月26日      |                                     | 地下岛式站台     | 左侧              |
| 尖山路 | 河西区          | 2018年4月26日      | █ Z1线                              | 地下岛式站台     | 左侧              |
| 医大二院[4] | 河西区          | 2018年4月26日      | █ 11号线                            | 地下岛式站台     | 左侧              |
| 梅江道 | 河西区          | 2018年4月26日      |                                     | 地下岛式站台     | 左侧              |
| 左江道 | 河西区          | 2018年4月26日      | █ 10号线（经友谊南路）[5↑]          | 地下岛式站台     | 左侧              |
| 梅江公园 | 河西区 / 西青区 | 2018年4月26日      |                                     | 地下岛式站台     | 左侧              |
| 梅江会展中心 | 河西区 / 西青区 | 2018年4月26日      |                                     | 地下岛式站台     | 左侧              |
| 解放南路 | 河西区          | 2018年4月26日      |                                     | 地下岛式站台     | 左侧              |
| 洞庭路 | 河西区          | 2018年4月26日      |                                     | 地下岛式站台     | 左侧              |
| 梅林路 | 河西区          | 2018年4月26日      |                                     | 地下岛式站台     | 左侧              |
| 渌水道 | 河西区          | 2021年12月28日     | █ 8号线                             | 地下岛式站台     | 左侧              |
| 天津地铁6号线 (调整段) |                 |                    |                                     |                  |                   |
| 淇水道 | 津南区          | 规划中 预计2032年  | 不適用                              | 地下岛式站台     | 左侧              |
| 南马集 | 津南区          | 规划中 预计2032年  | 不適用                              | 地下岛式站台     | 左侧              |
| 注释 |                 |                    |                                     |                  |                   |
| 1 斜体标示的车站，尚未启用。 2 斜体标示的换乘，尚未启用。 3 北运河站由于上盖施工原因暂未启用。 4 医大二院站在2021年12月22日前名为黑牛城道站。 5↑ 站外换线联程，在不更换乘车介质的情况下30分钟内可减一元。 |                 |                    |                                     |                  |                   |
| 论 编 |                 |                    |                                     |                  |                   |

## 行车安排
6号线目前采取单一线路运营，所有列车皆往返南孙庄站及渌水道站之间，全程运行时间77分钟。

### 列车间隔
| 峰期   | 峰期     | 时间段      | 行车间隔                 |
| ------ | -------- | ----------- | ------------------------ |
| 工作日 | 早高峰   | 6:30-9:00   | 最小4分30秒，平均5分30秒 |
| 工作日 | 晚高峰   | 16:30-19:00 | 最小4分30秒，平均5分30秒 |
| 工作日 | 其他时段 | 其他时段    | 6-8分钟                  |
| 节假日 | 全时段   | 全时段      | 7-10分钟                 |

## 车辆

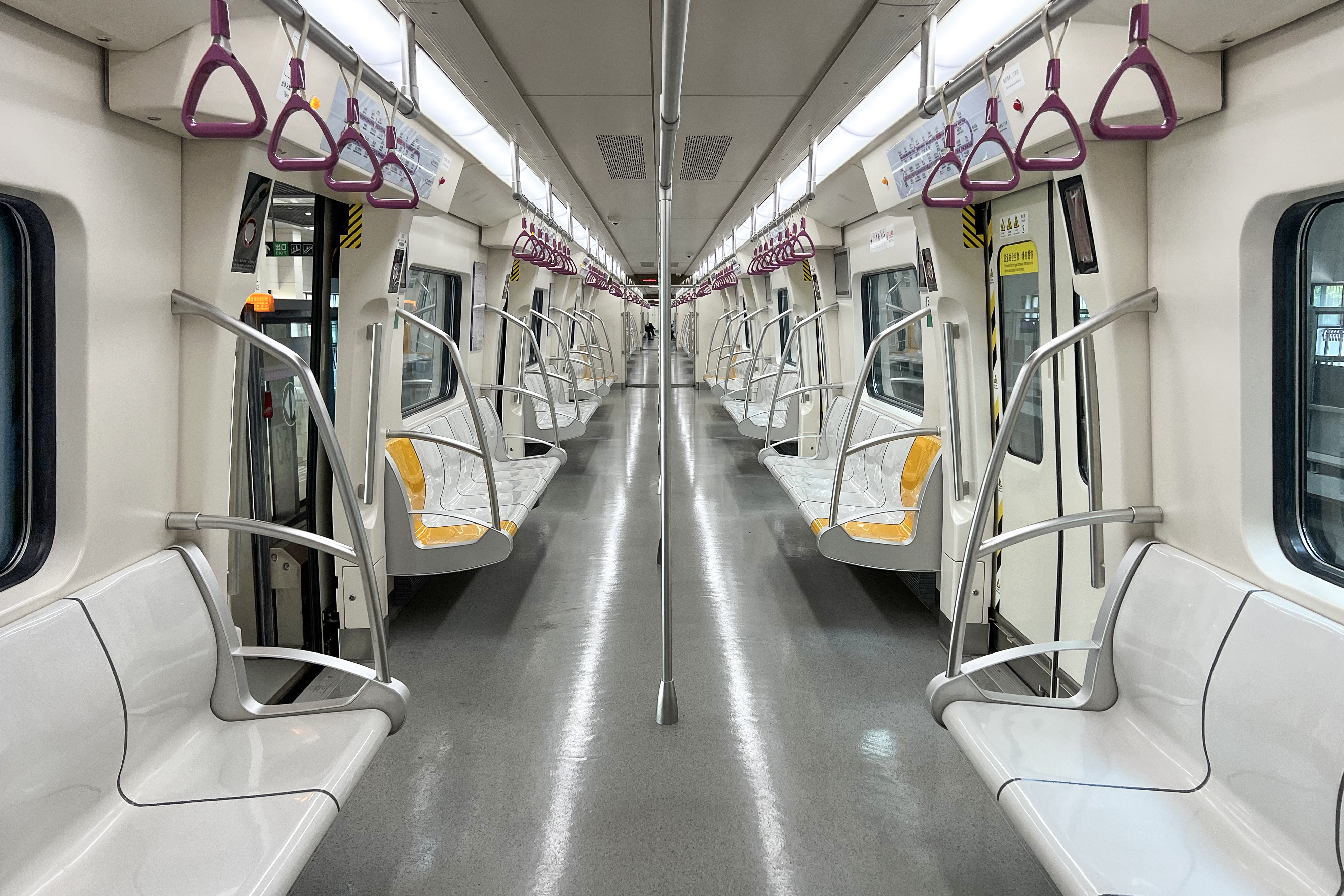
车厢内部（645车组3号车厢）

6号线采用B型车，列车最高运行速度为80km/h。初期、近期、远期均采用6辆编组，列车总长118.32米，编组形式为
|                   | 天津地铁6号线车辆编组 |  |
|                   |                       |  |
| +Tc-Mp-M*M-Mp-Tc+ |                       |  |

预留扩编为7辆编组条件，编组形式为
|                     | 天津地铁6号线车辆编组 |  |
|                     |                       |  |
| +Tc-Mp-M*T*M-Mp-Tc+ |                       |  |

其中，Tc为带司机室的拖车，车长19.52米，T为不带司机室拖车，Mp为带受电弓的动车，M为不带受电弓的动车，车长19米，+为自动车钩，-为半永久棒式车钩，*为半自动车钩。

## 未来发展

### 延伸至南马集工程
2020年4月10日，天津轨道交通集团有限公司公布《天津市城市轨道交通建设规划调整（2020-2025）环境影响报告书（征求意见稿）》，规划建设6号线延伸南马集工程，线路自渌水道站至南马集站，线路全长3km，设站2座，新建南马集停车场一座。